# Реформи і порядок
«Рефо́рми і поря́док», також відома за абревіатурою ПРП — політична партія України, яка проіснувала з 24 жовтня 1997 року по 15 червня 2013 року. Очільник партії на момент її ліквідації у 2013 році був голова опозиційного уряду Сергій Соболєв. У 2013 році «ПРП» об'єдналася з ВО «Батьківщина».

## Вибори
На парламентських виборах 1998 року за партію «Реформи і порядок» проголосувало 879,861 виборців. За підсумками виборів ПРП посіла 10 місце серед тридцяти партій і не пройшла за партійними списками. Проте 6 кандидатів від партії потрапили до Верховної Ради за мажоритарними округами, зокрема Віктор Пинзеник, Сергій Терьохін, Ігор Осташ, Олександр Жир.
У 2002 році партія «Реформи і порядок» приєднується до створення коаліції демократичних сил. 9 січня 2002 року партія «Реформи і Порядок» разом із Народним Рухом України, Українським Народним Рухом, Конгресом Українських націоналістів та іншими демократичними партіями (разом — 10 партій) підписала Угоду про створення виборчого блоку Віктора Ющенка «Наша Україна». На парламентських виборах у березні 2002 року блок «Наша Україна» посів перше місце, отримавши 23,57 % голосів виборців та створив найбільшу фракцію у Верховній Раді 4-го скликання. У фракції «Наша Україна» ПРП сформувала найбільшу партійну групу, до складу якої увійшло 28 народних депутатів.
У 2004 році партія взяла активну участь у президентській виборчій кампанії 2004 року, підтримавши кандидата у Президенти України Віктора Ющенка. Лідери та представники партії брали активну участь у подіях Помаранчевої революції.
Після інаугурації нового Президента України Віктора Ющенка партія активно долучилася до процесу формування нового українського уряду. 4 лютого Президент своїми указами призначив членами Кабінету Міністрів України чотирьох представників партії «Наша Україна». Лідер партії Віктор Пинзеник був перепризначений на посаду міністра фінансів і у наступному складі уряді.
На парламентських виборах 2006 року партія бере участь у блоці з політичною партією «Пора». До першої п'ятірки списку увійшли Віталій Кличко, Віктор Пинзеник, Владислав Каськів (лідер «Пори»), Тарас Стецьків і Євген Золотарьов («Пора»). За результатами голосування виборчий блок набрав 373 478 голосів (1,47 %) і не потрапив до Парламенту, не подолавши 3-х відсотковий бар'єр.

## Вихід з блоку «Наша Україна»
Після обрання Віктора Ющенка президентом, стала формуватись пропрезидентська сила, яка взяла собі назву «Наша Україна», привласнивши таким чином цей бренд. Тоді ж, бренд «Наша Україна» був запатентований племінником В. Ющенка — Ярославом Ющенком.
Після цього партія була змушена повернутись до своєї первинної назви «Реформи і порядок». Це спричинило вихід членів ПРП з блоку «Наша Україна», і 8 вересня 2005 року у Верховній Раді було оголошено про створення нового партійного депутатського об'єднання, яке отримало назву "Фракція політичної партії «Реформи і порядок». До складу фракції увійшло 15 народних депутатів.

## Об'єднання з БЮТ
2 грудня 2006 року, на своєму з'їзді, ПРП ухвалила рішення про входження до «Блоку Юлії Тимошенко». Представники партії були включені до складу політради БЮТ.
За результатами позачергових парламентських виборів, у вересні 2007 року, до Верховної Ради України потрапило 10 представників ПРП. Голова партії Віктор Пинзеник знову увійшов до уряду Юлії Тимошенко, обійнявши посаду міністра фінансів.
Партія «Реформи і порядок» була частиною міжнародної співдружності правоцентристських сил. Співпрацювала з Консервативною партією (Велика Британія), Християнсько-демократичним союзом (Німеччина), Союзом правих сил (Росія), Народною партією за свободу і демократію (Нідерланди), Партією реформ (Естонія).
Партія «Реформи і порядок» мала свої представництва у всіх областях України та Автономній Республіці Крим.
19 січня 2012 року партія «Реформи і порядок» з партією Всеукраїнське об'єднання «Батьківщина» оголосили намір об'єднати зусилля на наступних виборах до Верховної Ради — єдиний список кандидатів, а після виборів об'єдналися на базі партії «Батьківщина». Голова партії Сергій Соболєв є народним депутатом фракції «Батьківщина».